# Heorhij Piławow
Heorhij Piławow, ukr. Георгій Пілавов (ur. 13 grudnia 1974 w Ługańsku) – ukraiński szachista i sędzia klasy międzynarodowej (FIDE Arbiter od 2013), arcymistrz od 2005 roku.

## Kariera szachowa
Po raz pierwszy na liście rankingowej Międzynarodowej Federacji Szachowej pojawił się dopiero 1 stycznia 2000 r. (w wieku 26 lat), jeszcze w tym samym roku przekraczając granicę 2400 punktów. Już pięć lat później otrzymał tytuł arcymistrza, co jest wydarzeniem wyjątkowym.
W 2002 r. zajął II m. (za Nikołajem Puszkowem) w Azowie, natomiast w 2003 r. odniósł sukcesy w dwóch turniejach rozegranych w Ługańsku (II m. za Nikołajem Puszkowem oraz dz. I m. wspólnie z Jewgienijem Kobyłkinem), w tym drugim przypadku zdobywając pierwszą normę arcymistrzowską. W 2004 r., wypełnił dwie kolejne normy na tytuł arcymistrza: ponownie w Ługańsku (dz. II m. za Wiktorem Warawinem, wspólnie z Aleksandrem Areszczenko) i w Eliście (I m.). Zwyciężył również w Jessentukach i drugim turnieju w Ługańsku oraz podzielił II m. (za Borysem Sawczenko, wspólnie z m.in. Eduardem Andriejewem) w Piatigorsku.
W kolejnych latach odniósł szereg sukcesów, zwyciężając bądź dzieląc I miejsca w:
- 2005 – Eliście – trzykrotnie (w jednym turnieju wspólnie z Sananem Sjugirowem), Ługańsku – czterokrotnie (w jednym z nich wspólnie z Giennadijem Kuźminem), Primorce, Wołgodońsku oraz w miejscowości Połtawskaja,
- 2006 – Sławiańsku nad Kubaniem, Nowoszachtyńsku, Eliście, Primorce, Biełajej Kalitwie, Ługańsku (wspólnie z Kore Akshayrajem),
- 2007 – Gorodowikowsku, Nowoszachtyńsku – dwukrotnie (w jednym turnieju wspólnie z Witalijem Kisielewem), Azowie – dwukrotnie (wspólnie z Michaiłem Panarinem i Shojaatem Ghane oraz wspólnie z Wołodymyrem Eryomenko), Łaganiu, Mrozowsku,
- 2008 – Azowie – pięciokrotnie (w jednym turnieju wspólnie z Witalijem Kisielewem), Rubiżne, Łaganiu,
- 2009 – Eliście, Azowie (wspólnie z Nikołajem Puszkowem),
- 2011 – Eliście (wspólnie z m.in. Aleksandrem Łastinem), Dombaj-Ulgen.

Liczba tych zwycięstw (prawie wszystkie w turniejach rozgrywanych systemem kołowym bądź dwukołowym), a przede wszystkim osiągana w nich zdobycz punktowa (niejednokrotnie bliska wynikom stuprocentowym), jak również brak zapisów partii z większości z nich (w liczącej ponad 4 miliony partii ChessBase Megabase 2009 znajdują się tylko 93 partie Heorhija Piławowa z lat 2005–2008, spośród ponad 500 sklasyfikowanych przez FIDE w tym okresie) oraz fakt, że rozgrywane były one tylko na terenie Rosji i Ukrainy, praktycznie w tych samych miejscowościach i często w zbliżonej obsadzie, mogą świadczyć o nieuczciwym sposobie gry, mającym na celu zdobycie jak największego przyrostu rankingu, czego efektem było relatywnie szybkie zdobycie tytułu arcymistrza oraz przekroczeniem granicy 2600 punktów rankingowych. Sytuację tę skomentował m.in. arcymistrz Michaił Gołubiew na łamach Chess Today.
Najwyższy ranking w dotychczasowej karierze osiągnął 1 listopada 2011 r., z wynikiem 2630 punktów zajmował wówczas 11. miejsce wśród ukraińskich szachistów.